# Болсун, Елена Ивановна
Елена Ивановна Болсун (род. 25 июня 1982, Иркутск) — российская легкоатлетка, специалистка по спринтерскому бегу. Выступала за сборную России по лёгкой атлетике в 2000-х и 2010-х годах, многократная победительница и призёрка первенств национального значения, участница летних Олимпийских игр в Афинах. Представляла Иркутскую область. Мастер спорта России международного класса.

## Биография
Елена Болсун родилась 25 июня 1982 года в Иркутске.
Окончила Иркутский государственный университет путей сообщения. Занималась бегом под руководством тренера В. Л. Шкурбицкого, представляла Российскую Армию.
Впервые заявила о себе в лёгкой атлетике на взрослом всероссийском уровне в сезоне 2003 года, одержав победу в беге на 200 метров на чемпионате России в Туле. Будучи студенткой, представляла страну на Универсиаде в Тэгу, где взяла бронзу на дистанции 100 метров и победила на дистанции 200 метров.
В 2004 году на чемпионате России в Туле стала серебряной призёркой в беге на 200 метров, уступив Ирине Хабаровой из Свердловской области. По итогам чемпионата удостоилась права защищать честь страны на Олимпийских играх в Афинах — с результатом 23,26 остановилась здесь на втором квалификационном этапе.
После афинской Олимпиады Болсун осталась в составе российской национальной сборной и продолжила принимать участие в крупнейших международных стартах. Так, в 2005 году в беге на 200 метров она стала второй на Кубке Европы во Флоренции, отметилась выступлением на чемпионате мира в Хельсинки.
В 2007 году в беге на 200 метров стала серебряной призёркой на чемпионате России в Туле, финишировав позади Натальи Русаковой. Затем в той же дисциплине дошла до стадии полуфиналов на чемпионате мира в Осаке, принимала участие во Всемирных военных играх в Хайдарабаде, где выиграла дистанцию 100 метров и пришла к финишу второй на дистанции 200 метров.
На чемпионате России 2009 года в Чебоксарах вновь выиграла серебряную медаль в дисциплине 200 метров — на сей раз её обошла Юлия Гущина. Стартовала на чемпионате мира в Берлине, где остановилась в полуфинале.
В 2010 году взяла бронзу в беге на 200 метров на зимнем чемпионате России в Москве, тогда как в составе команды Иркутской области получила бронзовую награду в эстафете 4 × 100 метров на летнем чемпионате России в Саранске.
На чемпионате России 2012 года в Чебоксарах с иркутской командой одержала победу в эстафете 4 × 100 метров.
В 2013 году на зимнем чемпионате России в Москве с партнёршами из Иркутской области была лучшей в эстафете 4 × 200 метров, в то время как на летнем чемпионате России в Москве победила в беге на 200 метров и в эстафете 4 × 100 метров. Бежала эстафету 4 × 100 метров на домашнем чемпионате мира в Москве — вместе с соотечественницами Ольгой Белкиной, Натальей Русаковой и Елизаветой Савлинис показала в финале пятый результат.
На чемпионате России 2014 года в Казани стала серебряной призёркой в эстафете 4 × 100 метров.
В 2017 году на чемпионате России по эстафетному бегу в Адлере победила в дисциплине 400+300+200+100 м.
За выдающиеся спортивные достижения удостоена почётного звания «Мастер спорта России международного класса».